# Gergei
Gergei (sardisk: Gerxèi) er en by og en kommune (comune) i provinsen Sud Sardegna i regionen Sardinien i Italien. Byen ligger i 374 meters højde og har 1.224 indbyggere (2016). Kommunen har et areal på 36,18 km² og grænser til kommunerne Barumini, Gesturi, Mandas og Serri.